# النهج الغربي

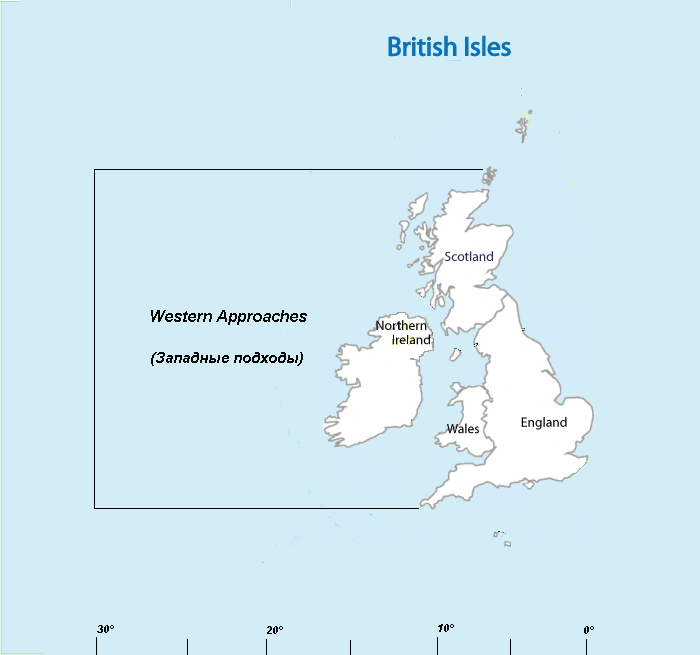
النهج الغربية

النهج الغربية هي منطقة مستطيلة تقريبًا من المحيط الأطلسي تقع مباشرة إلى الغرب من أيرلندا وأجزاء من بريطانيا العظمى.   الحدود الشمالية والجنوبية تحددها الأطراف المقابلة لبريطانيا. يشكل ساحل البر الرئيسي الجانب الشرقي والحدود الغربية هي خط الطول 30 درجة، ويمر عبر أيسلندا. تعد المنطقة مهمة بشكل خاص للمملكة المتحدة، لأن العديد من موانئ الشحن الكبرى فيها.
يتم استخدام المصطلح بشكل شائع عند الحديث عن الحرب البحرية، خاصة أثناء الحرب العالمية الأولى ومعركة الأطلسي خلال الحرب العالمية الثانية التي حاولت فيها كريجسمارينه الألمانية النازية حصار المملكة المتحدة باستخدام الغواصات ( يو بوت ) العاملة في هذه المنطقة. نظرًا لأن جميع الشحنات تقريبًا من وإلى المملكة المتحدة مرت عبر هذه المنطقة، فقد كانت أرضًا ممتازة للصيد (الصيد يعني ترصد الغواصات الألمانية سفن الشحن وتدميرها) ويجب الدفاع عنها بشدة.